# Ribeirão Alagadiço
Ribeirão Alagadiço är ett vattendrag i Brasilien.   Det ligger i delstaten Tocantins, i den centrala delen av landet, 400 km norr om huvudstaden Brasília.
Omgivningarna runt Ribeirão Alagadiço är huvudsakligen savann. Trakten runt Ribeirão Alagadiço är nära nog obefolkad, med mindre än två invånare per kvadratkilometer.